# Open di Francia 2014 - Doppio maschile in carrozzina
Stéphane Houdet e Shingo Kunieda erano i detentori del titolo ma hanno deciso di non partecipare insieme. Houdet gioca in coppia con Joachim Gérard, mentre Kunieda gioca con Takuya Miki.
Joachim Gérard e Stéphane Houdet hanno sconfitto in finale Gustavo Fernández e Nicolas Peifer per 4-6, 6-3, [11-9].

## Teste di serie
1. Joachim Gérard /  Stéphane Houdet (campioni)
2. Gordon Reid /  Maikel Scheffers (semifinale)

## Tabellone

### Legenda
| - Q = Qualificato - WC = Wild card - LL = Lucky loser | - ALT = Alternate - SE = Special Exempt - PR = Protected Ranking | - w/o = Walkover - r = Ritirato - d = Squalificato |

|  | Semifinali | Semifinali                       | Semifinali                       | Semifinali | Semifinali |  |  | Finale | Finale                           | Finale | Finale | Finale |  |
|  |            |                                  |                                  |            |            |  |  |        |                                  |        |        |        |  |
|  | 1          | Joachim Gérard Stéphane Houdet   | 7                                | 3          | [10]       |  |  |        |                                  |        |        |        |  |
|  |            | Shingo Kunieda Takuya Miki       | 5                                | 6          | [8]        |  |  | 1      | Joachim Gérard Stéphane Houdet   | 4      | 6      | [11]   |  |
|  |            | Gustavo Fernández Nicolas Peifer | Gustavo Fernández Nicolas Peifer | 6          | 7          |  |  |        | Gustavo Fernández Nicolas Peifer | 6      | 3      | [9]    |  |
|  | 2          | Gordon Reid Maikel Scheffers     | Gordon Reid Maikel Scheffers     | 4          | 67         |  |  |        |                                  |        |        |        |  |